# Kamil Krofta
Kamil Krofta (17 de julio de 1876-16 de agosto de 1945) fue un historiador y diplomático checoslovaco.

## Origen y estudios
Nacido y educado primero en Pilsen, estudió Historia en Praga desde 1894 y luego, de 1896 a 1899, en Viena. A partir de 1901 trabajó en el Archivo Nacional. A partir de 1911, fue profesor de Historia austriaca (y luego checa) en la Universidad Carolina; era de la escuela de Jaroslav Goll. Estaba especializado en la historia medieval tardía checa, especialmente la del campesinado y la Iglesia.

## Representante diplomático checoslovaco
En 1920, fue el primer enviado checoslovaco ante la Santa Sede y desempeñó un papel decisivo en el reconocimiento de ambos Estados. Desde 1922 hasta 1925, fue enviado checoslovaco en Viena, tarea que compaginó con las clases en la Universidad Comenius de Bratislava. De 1925 a 1927 fue enviado de su país en Berlín.

## Años en Checoslovaquia y ministro de Asuntos Exteriores
Después de regresar a Praga, encabezó el Presidium del Ministerio de Relaciones Exteriores. Fue un asesor clave en política exterior de Edvard Beneš, ministro del ramo y luego presidente de Checoslovaquia (1935). 
Krofta ostentó el cargo de ministro de Relaciones Exteriores desde el 29 de febrero de 1936 hasta el 4 de octubre de 1938, puesto en el sustituyó a Milan Hodža.

## Guerra mundial, ocupación y muerte
Participó activamente en la resistencia a la ocupación alemana de Checoslovaquia durante la Segunda Guerra Mundial como miembro de la Asamblea Preparatoria de la Revolución Nacional (Přípravný národní Revoluční výbor). Fue detenido en 1944 e inicialmente recluido en la cárcel de Pankrác. Fue trasladado luego a la Fortaleza Pequeña de Terezín y permaneció recluido hasta la liberación del campo en mayo de 1945. Murió en Praga unos meses después como consecuencia del maltrato y de las malas condiciones que había soportado durante el encarcelamiento. Fue condecorado con la Orden de San Sava.

## Antología de publicaciones
- Kurie a církevní správa zemí českých v době předhusitské
- Řím a Čechy před hnutím husitským
- Historia Fratrum a Rozmlouvání starého Čecha s mladým rytířem
- Listy z náboženských dějin českých
- Bílá hora
- Přehled dějin selského stavu v Čechách a na Moravě
- Čtení o ústavních dějinách slovenských
- Čechové a Slováci před svým státním sjednocením
- Žižka a husitská revoluce
- Z dob naší první republiky
- Nesmrtelný národ
- Malé déjiny československé